# Bataille d'Agnadel
Quatrième guerre d'Italie
Batailles
- Casaloldo (it) (10 mai 1509)
- Agnadel (14 mai 1509)
- Padoue (15 - 30 septembre 1509)
- Polesella (it) (22 décembre 1509)
- Monselice (1509-1510)
- Val Vestino (1510-1517)
- Villamarina (19 juillet 1510)
- Capo di Monte (8 septembre 1510)
- Mirandola (1510 - 1511) (it)
- Trévise (1511)
- Brescia (18 février 1512)
- Ravenne (11 avril 1512)
- Navarre (1512)
- Saint-Mathieu (10 août 1512)
- Blancs-Sablons (22 avril 1513)
- Brest (24 avril 1513)
- Novare (6 juin 1513)
- Guinegatte (16 août 1513)
- Dijon (8 - 13 septembre 1513)
- Flodden Field (9 septembre 1513)
- La Motta ou Creazzo (7 octobre 1513)

Le 14 mai 1509, la république de Venise est vaincue à Agnadel, non loin de Milan, par la coalition de pays regroupés dans la ligue de Cambrai, à savoir le pape Jules II, le roi de France Louis XII, l'empereur d'Allemagne Maximilien Ier et le roi d'Aragon Ferdinand.

## Le contexte des guerres d'Italie
Cette ligue de circonstance est une péripétie parmi d'autres dans les guerres d'Italie.
L'initiateur de la ligue est le pape Jules II lui-même. Il a pris les armes pour défendre les États pontificaux menacés de dislocation. Dès 1504, il a soumis la Romagne et conquis Bologne et Pérouse. 
Mais il ne tarde pas à se heurter à Venise. La Sérénissime République prétend en effet étendre ses possessions de terre ferme et conquérir la Romagne. 
C'est ainsi que le 10 décembre 1508, le pape Jules II constitue la ligue de Cambrai.

## La bataille
Le 15 avril 1509, l'armée française menée par Louis XII quitte Milan et s'enfonce en territoire vénitien. Pour entraver sa progression, Venise lève une armée de mercenaires commandée par les cousins Orsini, Bartolomeo d'Alviano et Niccolò di Pitigliano, qu'elle stationne devant Bergame. Les Orsini ont reçu l'ordre d'éviter toute confrontation directe et de s'en tenir à des démonstrations et des escarmouches pour harceler l'ennemi.
Pourtant, le 9 mai, Louis XII, à la tête de 30 000 hommes dont 6 000 Suisses et 2 000 cavaliers, fait traverser à son armée l'Adda à hauteur de Cassano d'Adda. Alviano et Pitigliano, dont l'armée, de force égale, campe sous les remparts de Treviglio, hésitent sur l'attitude à tenir : Alviano est partisan d'enfreindre les consignes des doges et d'attaquer de front l'envahisseur ; mais finalement ils se décident à décrocher sur le Pô afin de tenir des positions plus solides.
Le 14 mai, alors qu'il faisait marche vers le sud, Alviano se heurte à un détachement français commandé par Charles d'Amboise, qui stationnait ses troupes autour du village d'Agnadel. Alviano range son armée, environ 8 000 hommes, en ordre de bataille, sur un coteau surplombant un vignoble. Les Vénitiens engagent l'action et se heurtent à l'avant-garde française. Chaumont-d'Amboise répond par une charge de cavalerie, puis fait monter les piquiers suisses à l'assaut, mais ses troupes sont ralenties dans l'ascension de la colline par le franchissement d'un fossé de drainage et par la pluie. Dans ces conditions, les positions vénitiennes soutiennent le premier choc.
Lorsque Pitigliano, qui est déjà plusieurs kilomètres au sud, reçoit un message d'Alviano l'appelant à la rescousse, il fait répondre qu'il vaut mieux interrompre la bataille, et quant à lui, poursuit sa marche vers le sud.
Dans l'intervalle, le gros de l'armée française, dirigé par Louis XII, arrive à Agnadel et encercle Alviano et son armée. Les bataillons français et vénitiens se combattent dans une terrible mêlée, sans pouvoir presque se reconnaître, et dans un tel tumulte que les ordres sont à peine entendus par les soldats. Le roi Louis ayant fait disposer son artillerie dans les broussailles, hors de la vue des ennemis, la fit tirer, éclaircissant les rangs vénitiens. Il fit ensuite donner ses gens d'armes, mettant en fuite les forces ennemies.
Les Français, notamment le chevalier Bayard, s'illustrent aux côtés de leurs alliés. La cavalerie vénitienne s'enfuit, puis en l'espace de trois heures, l'armée vénitienne est détruite et compte 4 000 morts, cependant qu'Alviano, blessé, est fait prisonnier.

## Une victoire décisive, pour peu de temps
Bien que Pitigliano eût évité d'engager les troupes ennemies, l'issue de la bataille lui fut connue dans la soirée, et au matin la moitié de ses troupes avait déserté. Confronté à l'avance inexorable de l'armée française, il précipite sa retraite sur Trévise et Venise, laissant le roi de France prendre possession de toute la Lombardie. La victoire française met la république de Venise à la merci d'une invasion, voire d'une disparition. Machiavel a pu dire de cette bataille qu'en un jour, les Vénitiens avaient perdu ce qu'ils avaient mis 800 ans à arracher.
Mais le pape Jules II renverse les alliances et se retourne contre les Français. Avec le doge de Venise et le roi d'Espagne, il crée cette fois une Sainte Ligue contre le roi Louis XII.